# Finnische Badmintonmeisterschaft 2020
Die Finnische Badmintonmeisterschaft 2020 fand vom 30. Januar bis zum 1. Februar 2020 in Vantaa statt.

## Medaillengewinner
| Disziplin    | Gold                             | Silber                         | Bronze                            |
| ------------ | -------------------------------- | ------------------------------ | --------------------------------- |
| Herreneinzel | Valtteri Nieminen                | Iikka Heino                    | Eetu Heino                        |
| Herreneinzel | Valtteri Nieminen                | Iikka Heino                    | Kalle Koljonen                    |
| Dameneinzel  | Julia Salonen                    | Nella Siilasmaa                | Hanna Karkaus                     |
| Dameneinzel  | Julia Salonen                    | Nella Siilasmaa                | Getter Saar                       |
| Herrendoppel | Anton Kaisti Oskari Larkimo      | Eetu Heino Marko Pyykönen      | Jesper Hertzen Von Juha Honkanen  |
| Herrendoppel | Anton Kaisti Oskari Larkimo      | Eetu Heino Marko Pyykönen      | Tony Lindelöf Joakim Oldorff      |
| Damendoppel  | Mathilda Lindholm Jenny Nyström  | Jannica Monnberg Julia Salonen | Lilli Lauri Heidi Puro            |
| Damendoppel  | Mathilda Lindholm Jenny Nyström  | Jannica Monnberg Julia Salonen | Sonja Pekkola Inalotta Suutarinen |
| Mixed        | Anton Kaisti Inalotta Suutarinen | Oskari Larkimo Sonja Pekkola   | Anton Monnberg Noora Ahola        |
| Mixed        | Anton Kaisti Inalotta Suutarinen | Oskari Larkimo Sonja Pekkola   | Julius von Pfaler Jenny Nyström   |